# Ruski formalizam
Ruski formalizam - metodološka orijentacija u ruskoj književnoj znanosti i književnoj kritici (1915. – 1928.), koja se pojavila oko Moskovskoga lingvističkoga kruga (P. Bogatirev, R. Jakobson, B. Tomaševski) i oko OPOJAZ-a, Udruge za proučavanje pjesničkoga jezika (V. B. Šklovski, B. M. Ejhenbaum, O. Brik). Uključuje još rad velikog broja utjecajnih ruskih i sovjetskih znanstvenika kao što su Jurij Tinjanov, Vladimir Propp, Grigorij Gukovski, koji su radikalno promijenili književnu kritiku između 1914. i 1930-ih, utvrđujući specifičnost i autonomiju pjesničkog jezika i književnosti.
Ruski formalizam je imao velik utjecaj na mislioce kao što su Mihail Bahtin i Jurij Lotman, te na strukturalizam općenito. Članovi pokreta su imali relevantan utjecaj na modernu književnu kritiku u razdoblju strukturalizma i poststrukturalizma. Za vrijeme Staljina pogrdno je označavao elitističku umjetnost.
Ruski formalizam je bio raznolik pokret koji nije stvorio opću doktrinu i opće mišljenje među svojim proponentima o glavnom cilju svojih nastojanja. Ustvari, "formalizam" opisuje dva različita pokreta: OPOJAZ i Moskovski lingvistički krug. Prema tome, preciznije je govoriti o "ruskom formalizmu" nego koristiti zaokruženiji i apstraktniji termin "formalizam". 
Termin "formalizam" su prvi put upotrijebili protivnici pokreta, te kao takav prenosi značenje koje su samo formalisti izričito odbacili. Prema riječima Borisa Ejhenbauma:
"Teško je prisjetiti se tko je stvorio ime, ali nije bilo sretno izabrano. Moglo je biti prikladno kao simplificirani bojni poklič, ali ne uspijeva, kao objektivan termin, ograničiti aktivnosti Udruge za proučavanje pjesničkoga jezika."